# Trachyandra gracilenta
Trachyandra gracilenta är en grästrädsväxtart som beskrevs av Anna Amelia Obermeyer. Trachyandra gracilenta ingår i släktet Trachyandra och familjen grästrädsväxter. Inga underarter finns listade i Catalogue of Life.